# Draaihalzen
Draaihalzen (Jynginae) vormen een onderfamilie binnen de orde van de spechtvogels en de familie van de spechten. Er is één geslacht, met twee soorten:
- Geslacht: Jynx (Afrikaanse draaihals en draaihals)